# Xã Middle, Quận Hendricks, Indiana
Xã Middle (tiếng Anh: Middle Township) là một xã thuộc quận Hendricks, tiểu bang Indiana, Hoa Kỳ. Năm 2010, dân số của xã này là 6.170 người.